# Ostertagios
Ostertagios är en sjukdom hos idisslare som är orsakad av rundmasksläktet Ostertagia.
Parasiterna, som är rundmaskar, trivs bäst i varmare tempererade områden och är en dyr parasitsjukdom att bota. Nötkreaturen får sjukdomen av Ostertagia ostertagi medan får och getter får det av Ostertagia circumcincta. De könsmogna maskarna, som är cirka 1 cm långa och hårtunna, lever i löpmagens slemhinna på idisslaren. Honorna producerar ägg som följer med avföringen ut på betet. Larverna som utvecklas ut äggen blir infektionsdugliga och följer med gräset, som djuren betar, ned i löpmagen och blir könsmogna maskar.